# Szczęśliwego Nowego Jorku
Szczęśliwego Nowego Jorku (cu sensul de New York fericit, intitulat și Crăciun Fericit și La mulți ani) este un film de comedie polonez din 1997 regizat de Janusz Zaorski. Este un film despre șase imigranți polonezi în New York care încearcă fără succes să facă față realităților din oraș.
Filmul a fost inspirat de romanul Szczuropolacy al scriitorului polonez Edward Redliński⁠(d), care l-a adaptat și într-o piesă de teatru dramatică Cud na Greenpoincie (Miracol în Greenpoint⁠(d)).
A fost un succes de box office în Polonia și a fost caracterizat drept unul dintre cele mai cunoscute filme ale regizorului Zaorski.

## Rezumat
Personajele principale ale filmului sunt șase imigranți polonezi din New York care provin din diferite medii din țara lor natală. Povestea are loc de-a lungul a patru duminici din decembrie și are punctul culminant în Ajunul Crăciunului.
Filmul include povești pentru fiecare personaj principal.
Detașarea de tradiții, dezrădăcinarea culturală și necunoașterea perfectă a limbi și a realităților vieții din New York, determină personajele să se înstrăineze de societatea americană și să fie deziluzionate de aceasta. Cu toate acestea, ei trimit acasă în Polonia videoclipuri care prezintă o imagine roz a vieții lor.

## Distribuție
- Bogusław Linda – Janek („Andrew”, „Serfer”, „Avocat”)
- Zbigniew Zamachowski⁠(d) – Ignacy („Potejto”)
- Cezary Pazura⁠(d) – Leszek („Azbest”)
- Katarzyna Figura – Teresa („Teriza”), sora lui „Azbest”
- Rafał Olbrychski – Jacek „Pank”, fratele lui „Serfer”
- Janusz Gajos – „Profesor”
- Danuta Stenka⁠(d) – soția „Profesorului”
- Liliana Okowity – soția lui „Serfer”
- Eugeniusz Priwieziencew – proxenetul „Czemp”
- Katarzyna Szydłowska – prostituată, „fiica” lui „Czemp”
- Zygmunt Hobot – milionar „Riczi”
- Sławomir Pacek – Henio, logodnicul Terezei
- Dorota Dobrowolska-Ferenc – Jadzia, soția lui Ignacy
- Dorota Chotecka – soția lui „Azbest”
- Małgorzata Rożniatowska – mama lui „Azbest”
- Andrzej Wasilewicz – „client” cu foarfeci⁠(d)

## Context
În 1984, în timpul legii marțiale în Polonia comunistă, scriitorul polonez Edward Redliński⁠(d) a părăsit țara și s-a dus în Statele Unite ale Americii pentru șase săptămâni, pentru a aduna materiale pentru a finaliza seria Konopielka – Awans – Bazar. În cele din urmă, a rămas șapte ani acolo. Observațiile sale privind imigranții polonezi trădați de mitul visului american l-a inspirat să scrie romanul Szczuropolacy. Mai târziu l-a adaptat ca o dramă, Cud na Greenpoincie, care a fost pusă pe scenă în New York și în alte orașe americane. Redliński a continuat să scrie despre viața polonezilor în America în colecția Bumtarara, care poate fi văzută ca o extindere a narațiunii din Szczuropolacy.
Mulți din comunitatea poloneză americană l-au criticat pe autor pentru portretizarea neplăcută, chiar „defăimare”, a polonezilor americani, dar un deceniu mai târziu cartea l-a inspirat pe regizorul polonez Janusz Zaorski să facă o comedie, care a ajuns foarte populară în Polonia.

## Primire
Filmul a avut succes la box office-ul din Polonia, unde a fost urmărit de peste 500.000 de spectatori — într-un interviu, Zaorski a declarat că 700.000 de oameni l-au văzut în cinematografe  — și a fost analizat și de câțiva critici de film polonezi. Criticii, care au avut păreri mixte, au remarcat, de asemenea, că filmul, comercializat ca o comedie, este de fapt o tragicomedie și o dramă existențială. În timp ce filmul îi are în distribuție pe câțiva dintre cei mai celebri actori polonezi contemporani precum Cezary Pazura⁠(d), Bogusław Linda, Janusz Gajos, Katarzyna Figura, Zbigniew Zamachowski⁠(d) și Rafał Olbrychski, unii critici au sugerat că ar fi fost mai bine dacă ar fi fost distribuți în rolurile principale alți actori, mai puțin celebri.
O recenzie din revista Variety a sugerat că filmul ar avea foarte puțin succes comercial în afara comunităților poloneze.
Filmul a fost, de asemenea, discutat în literatura de studii cinematografice poloneze ca fiind unul dintre cele mai de succes exemple poloneze de „demitizare a Occidentului”, risipind mitul privind visul american (American Dream⁠(d)) pentru imigranții polonezi. De asemenea, filmul critică mitul polonez despre polonezi ca imigranți de succes. Filmul critică atât Polonia, cât și Statele Unite ale Americii.
Cercetătorul polonez Dariusz Baran a descris filmul ca una dintre cele mai „importante analize cinematografice politice și sociale poloneze” din anii 1990, filmul însuși oferind o descriere reală a problemelor imigranților polonezi.

## Coloană sonoră
Coloana sonoră a filmului a inclus lucrări ale unor artiști precum Raz, Dwa, Trzy⁠(d) și Artur Gadowski⁠(d). În 1998, albumul cu coloana sonoră a ajuns pe locul 19 în topul polonez Lista Przebojów Programu Trzeciego⁠(d).